# کامپونگ‌سهننگ
۱۲°۱۵′ شمالی ۱۰۴°۴۰′ شرقی / ۱۲٫۲۵۰°شمالی ۱۰۴٫۶۶۷°شرقی
کامپونگ‌سهننگ شهری در کشور کامبوج است که جزو تقسیمات اداری کامپونگ‌سهننگ محسوب می‌شود و جمعیت آن براساس سرشماری سال ۱۹۹۸ میلادی ۴۱٫۷۰۳ نفر بوده که در سال ۲۰۰۵ میلادی به ۵۱٫۲۳۶ نفر افزایش یافته‌است.